# Episodi di Dr. Katz, Professional Therapist (prima stagione)
La prima stagione della serie animata Dr. Katz, Professional Therapist, composta da 6 episodi, è stata trasmessa negli Stati Uniti, da Comedy Central, dal 28 maggio al 2 luglio 1995.
In Italia la stagione è inedita.
| nº | Titolo originale        | Prima TV USA   |
| -- | ----------------------- | -------------- |
| 1  | Pot-Bellied Pigs        | 28 maggio 1995 |
| 2  | Pretzelkins             | 4 giugno 1995  |
| 3  | Bully                   | 11 giugno 1995 |
| 4  | Cholesterol             | 18 giugno 1995 |
| 5  | Everybody's Got a Tushy | 25 giugno 1995 |
| 6  | Family Car              | 2 luglio 1995  |

## Pot-Bellied Pigs
- Scritto da: Jonathan Katz, H. Jon Benjamin, Loren Bouchard, Karen LeBlanc, Annette Cate, Will Le Bow, Richard Luongo, Andre Lyman, Julianne Bond, Laura Silverman, Tom Snyder, Mark Usher

### Trama
Ben tenta di aprire un programma di allevamento di maialini pancia a tazza, mentre il Dott. Katz riceve consulenza finanziaria da Stanley.
- Guest star: Bill Braudis (se stesso), Dom Irrera (se stesso).

## Pretzelkins
- Scritto da: Jonathan Katz, H. Jon Benjamin, Loren Bouchard, Karen LeBlanc, Annette Cate, Will Le Bow, Richard Luongo, Andre Lyman, Julianne Bond, Laura Silverman, Tom Snyder, Mark Usher

### Trama
Il Dott. Katz chiede a Ben di portare suo nonno dall'urologo mentre tenta di affrontare i suoi sentimenti depressi.
- Guest star: Ray Romano (se stesso) Wendy Liebman (se stesso).

## Bully
- Scritto da: Jonathan Katz, H. Jon Benjamin, Loren Bouchard, Karen LeBlanc, Annette Cate, Will Le Bow, Richard Luongo, Andre Lyman, Julianne Bond, Laura Silverman, Tom Snyder, Mark Usher

### Trama
Ben ritrova il suo toro peluche d'infanzia di nome Bully dopo essere stato accidentalmente buttato. Il Dott. Katz tenta di esibirsi a microfono aperto per una serata.
- Guest star: Ray Romano (se stesso) Joy Behar (se stessa).

## Cholesterol
- Scritto da: Jonathan Katz, H. Jon Benjamin, Loren Bouchard, Karen LeBlanc, Annette Cate, Will Le Bow, Richard Luongo, Andre Lyman, Julianne Bond, Laura Silverman, Tom Snyder, Mark Usher

### Trama
Il Dott. Katz inizia ad allenarsi con Julie dopo aver avuto problemi di salute.
- Guest star: Dave Attell (se stesso) Laura Kightlinger (se stessa).

## Everybody's Got a Tushy
- Scritto da: Jonathan Katz, H. Jon Benjamin, Loren Bouchard, Karen LeBlanc, Annette Cate, Will Le Bow, Richard Luongo, Andre Lyman, Julianne Bond, Laura Silverman, Tom Snyder, Mark Usher

### Trama
Il Dott. Katz è preoccupato a causa della mancanza di vita sociale di Ben.
- Guest star: Ray Romano (se stesso) Larry Miller (se stesso).

## Family Car
- Scritto da: Jonathan Katz, H. Jon Benjamin, Loren Bouchard, Karen LeBlanc, Annette Cate, Will Le Bow, Richard Luongo, Andre Lyman, Julianne Bond, Laura Silverman, Tom Snyder, Mark Usher

### Trama
Ben prende in prestito l'auto di famiglia.
- Guest star: Anthony Clark (se stesso) Andy Kindler (se stesso).